# 時代力量歷任直轄市議員及縣市議員列表
本列表關於台灣時代力量歷任縣市議員列表。